# Левкіпп (міфологія)
Левкі́пп (дав.-гр. Λεύκιππος) — персонаж давньогрецької міфології, мессенський цар, син Перієра і Горгофони, брат Афарея.
За джерелами Левкіпп разом зі своїм братом Афареєм успадкував батьківське царство після його смерті, але Афарей мав більший авторитет, ніж Левкіпп.
Його дочки Гілаейра і Феба були нареченими синів Афарея — Лінкей та Іда. Але дочок викрали Діоскури — Полідевк і Кастор, які взяли їх за дружин.
Через це на Діоскурів напали Афаретіди Лінкей та Ід. Відбулася битва, під час якої Кастор, Лінкей та Ід загинули.
Феба і Гілаейра народили від Діоскурів синів.
За іншими джерелами, Лінкей та Ід не були нареченими дочок Левкіппа, а за наказом Афарея вирушили помститися Діоскурам за своїх кузин, тому що в Левкіппа синів не було.
Назва беотійського міста Левктри походить від його імені.